# Скема
Ске́ма — протока между озёрами Мястро и Нарочь, входящими в Нарочанскую группу озёр. В различных источниках упоминается как самая короткая река Беларуси.
Скема представляет собой короткую протоку в узкой песчаной гряде, разделяющей два озера. Вода уходит из северо-западной части озера Мястро и поступает в северо-восточную часть озера Нарочь.
Длина русла составляет 166 м. Ширина варьируется от 4 до 8 м, глубина составляет 0,8—1,3 м. Средняя скорость течения равняется 0,2 м/с, а во время весеннего половодья может достигать 1 м/с. Среднегодовой расход воды составляет 0,6 м³/с.
Русло извилистое. Дно у истока песчаное, ближе к устью каменистое. Берега поросли тростником.
Скема находится на территории национального парка «Нарочанский». На реке организован гидропост.
Водный объект пользуется популярностью у туристов и байдарочников.